# Mělník (huyện)
Huyện Benešov (Okres Benešov trong tiếng Séc) là một huyện (okres) thuộc Vùng Trung Bohemia (Středočeský kraj) của Cộng hòa Séc. Huyện lỵ là Mělník.

## Đô thị
(thị xã, phố thị và các xã)
Býkev -
Byšice -
Cítov -
Čakovičky -
Čečelice -
Dobřeň -
Dolany - 
Dolní Beřkovice -
Dolní Zimoř -
Dřínov -
Horní Počaply -
Hořín -
Hostín -
Hostín u Vojkovic -
Chlumín -
Chorušice -
Chvatěruby -
Jeviněves -
Kadlín -
Kanina -
Kly -
Kojetice -
Kokořín -
Kostelec nad Labem -
Kozomín -
Kralupy nad Vltavou -
Křenek -
Ledčice -
Lhotka -
Liběchov -
Libiš -
Liblice -
Lobeč -
Lobkovice -
Lužec nad Vltavou -
Malý Újezd -
Medonosy -
Mělnické Vtelno -
Mělník -
Mšeno -
Nebužely -
Nedomice -
Nelahozeves -
Neratovice -
Nosálov -
Nová Ves -
Obříství -
Olovnice -
Ovčáry -
Postřižín -
Řepín -
Spomyšl -
Stránka -
Střemy -
Tišice -
Tuhaň -
Tupadly -
Újezdec -
Úžice -
Velký Borek -
Veltrusy -
Vidim -
Vojkovice -
Vraňany -
Všestudy -
Všetaty -
Vysoká -
Zálezlice -
Zlončice -
Zlosyň -
Želízy